# Tomił
Tomił – imię męskie, nienotowane w źródłach staropolskich, złożone z członów To- i -mił. Żeński odpowiednik: Tomiła.
Tomił imieniny obchodzi 10 lutego i 10 października.